# Theotimius gravis
Theotimius gravis är en skalbaggsart som beskrevs av Louis Albert Péringuey 1901. Theotimius gravis ingår i släktet Theotimius och familjen bladhorningar. Inga underarter finns listade i Catalogue of Life.